# Hazañas de la juventud audaz
Hazañas de la juventud audaz es una serie de cuadernos de aventuras escrita por George H. White y dibujada por Matías Alonso para Editorial Valenciana en 1959 y 1960, con 44 números ordinarios. También se la conoce como Luchadores del Espacio, dado que Hazañas de la juventud audaz es el nombre genérico de la colección en la que apareció.

## Argumento y personajes
En los primeros números George H. White (seudónimo de Pascual Enguídanos) mezcla elementos de diferentes novelas suyas y cambia los nombres de los personajes, además de tornar español a su protagonista, seguramente buscando una mayor comercialidad.
Hazañas de la juventud audaz arranca así con una adaptación de Heredó un mundo, perteneciente a otra trilogía.
A partir de la entrega número 18, George H. White sigue más fielmente la saga de los Aznar.

## Valoración
J. Alberich opinaba en 1972 que Hazañas de la juventud audaz era una de las pocas series españolas de ciencia ficción que merecían recordarse. Para Antonio Martín también era una serie de calidad, donde el grupo prima sobre la acción individual.
Se ha destacado también la idoneidad del dibujo de Matías Alonso, especialmente brillante en la composición de las portadas y en las batallas espaciales.